# 小行星3626
小行星3626（英語：3626 Ohsaki）是一颗围绕太阳公转的小行星。1929年8月4日，馬克斯·沃夫在海德堡发现了此天体。
这颗小行星的绝对星等为36.83447570140439等。